# Juan March

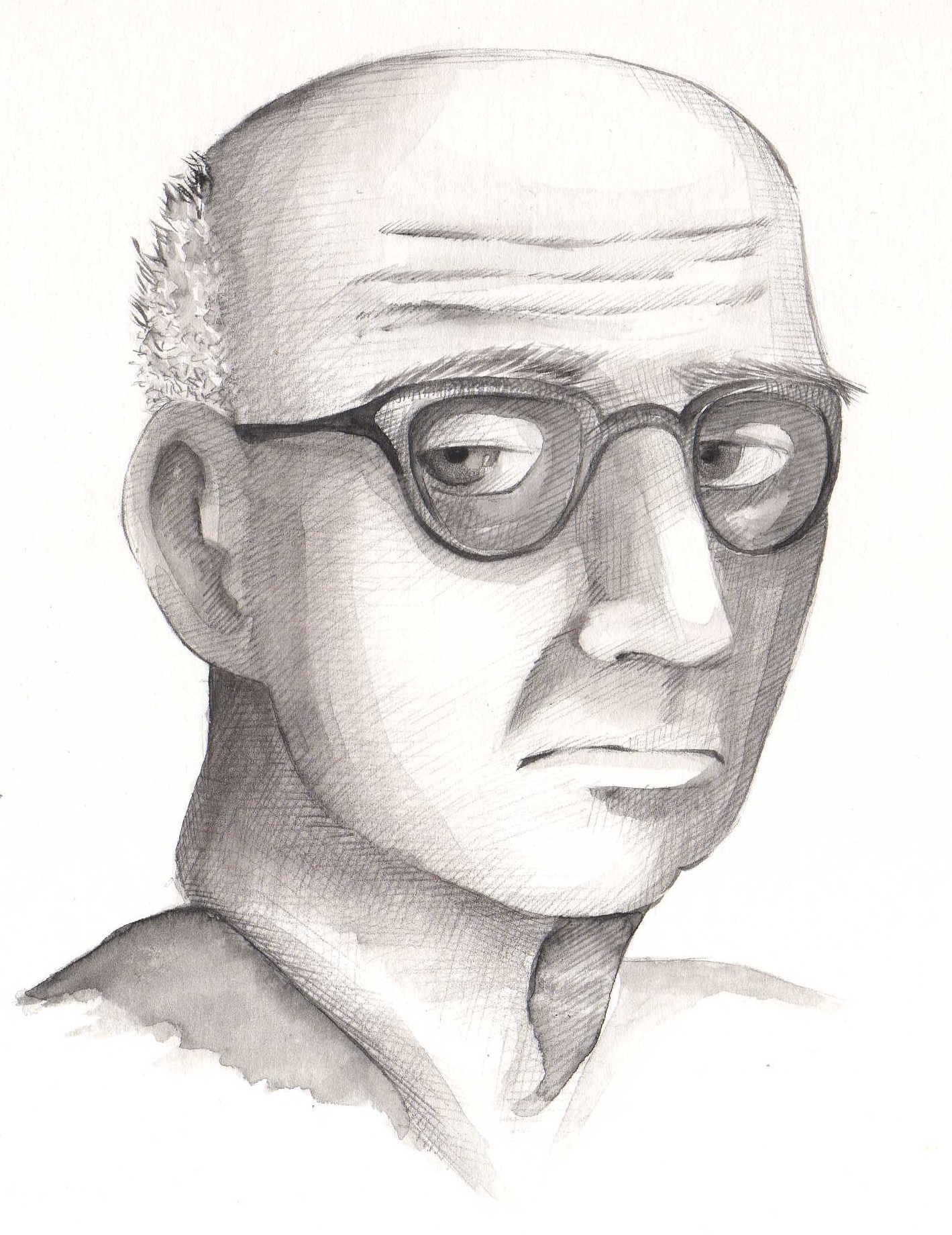
Juan March rond 1955

Juan Alberto March Ordinas (Santa Margalida, 4 oktober 1880 – Madrid, 10 maart 1962) was een Spaanse investeerder, bankier en zakenman. March steunde de nationalistische zijde gedurende de Spaanse Burgeroorlog en had na de burgeroorlog veel invloed op het regime van Francisco Franco, hij stond ook wel bekend als "de bankier van Franco". Juan March was lange tijd de rijkste persoon in Spanje. Zijn financiële activiteit concentreerde zich in de Banca March.

## Biografie
Juan March is rijk geworden door het smokkelen van tabak vanuit Noord-Afrika naar Spanje. Gedurende de Eerste Wereldoorlog bevoorraadde hij zowel de Centrale mogendheden als de geallieerden. De politieke invloed van March groeide gedurende de verschillende regeringen onder koning Alfonso XIII. March richtte in 1926 de Banca March op. March verloor grotendeels zijn politieke invloed toen de monarchie werd opgeheven en werd vervangen door de Tweede Spaanse Republiek in 1930. De republikeinse rechtbank veroordeelde March tot een gevangenisstraf voor zijn illegale activiteiten. Hij ontsnapte uit de gevangenis en vluchtte naar Gibraltar. Dankzij zijn contacten met de Britse overheid werd hij niet uitgeleverd aan Spanje. Juan March financierde toentertijd de fascistische partij Falange Española en probeerde de waarde van de peseta na de verkiezingen van februari 1936 te laten dalen via het speculeren op de valutamarkt.
March was een belangrijke ondersteuner van de militaire staatsgreep van 1936 tegen de Spaanse Republiek. Hij betaalde en organiseerde het vliegtuig waarmee Franco vervoerd werd van de Canarische Eilanden naar Spaans-Marokko. Daarnaast financierde hij de Italiaanse luchtbrug die koloniale troepen transporteerde naar het Iberisch Schiereiland. Ook in de andere jaren van de burgeroorlog financierde March de nationalisten.
Na de nationalistische overwinning in 1939 had hij door zijn diensten een sterke band met het Franquistische regime. Tijdens de Tweede Wereldoorlog werd hij betaald door de geallieerden om de Spaanse regering te overtuigen om niet de asmogendheden te steunen. Via Juan March betaalde de Britse overheid gedurende de jaren 1940 en 1941 in totaal 13 miljoen Amerikaanse dollars aan 13 Spaanse generaals om de invloed van de pro-Duitse fractie rond Ramón Serrano Suñer tegen te gaan. In 1942 kregen de generaals nog meer miljoenen dollars van de Britten via March. March kreeg in 1941 van de Britse overheid hiervoor een beloning van tien miljoen Amerikaanse dollars. In 1944 steunde March de aanspraak van Juan de Borbón voor de Spaanse troon. Na de Tweede Wereldoorlog stond Juan March op de zevende plek van de rijkste mensen ter wereld.

### Barcelona Traction, Light and Power Company
March wist het bedrijf Barcelona Traction, Light and Power Company (BTLP) over te nemen voor een kleine fractie van zijn werkelijke waarde. Het bedrijf hield zich voornamelijk bezig met energieopwekking en tramvervoer in Barcelona. Het bedrijf was officieel gevestigd in Canada, maar de meeste eigenaren kwamen uit België. De activa van het bedrijf bedroegen ongeveer tien miljoen Britse pond waard. De meeste obligaties waren uitgegeven in Britse ponden, waarbij de rente alleen betaalbaar was in ponden. De Spaanse regering had echter valutarestricties ingevoerd. Het was daardoor niet mogelijk voor BTLP om Spaanse peseta’s om te wisselen voor Britse ponden, waardoor de rente over deze Britse obligaties niet betaald kon worden. Dit was geen probleem voor het bedrijf dankzij afspraken met de obligatiehouders en door het feit dat het bedrijf voldoende peseta’s had om de rente te betalen op het moment dat de valutarestricties werden opgeheven. Juan March liet in het geheim bedrijfsobligaties kopen door twee stromannen voor ongeveer een half miljoen pond. In februari 1948 gingen de twee stromannen naar de Spaanse rechtbank met de bewering dat BTLP verzuimde om te voldoen aan de verplichtingen verbonden met de obligaties. Zij eisten de onmiddellijke uitbetaling of in beslagname van het bedrijf. De rechter gaf de twee stromannen gelijk, waarbij het eigendom van alle activa van BTLP aan hen werden toegekend. Via deze twee tussenpersonen werd Juan March de eigenaar van het bedrijf. De Belgische investeerders van het bedrijf begonnen een rechtszaak bij het Internationaal Gerechtshof, maar zonder succes.
- Biblioteca Nacional de España: XX1015214
- Bibliothèque nationale de France: cb16694862m (data)
- Catàleg d'autoritats de noms i títols de Catalunya: 981058617711606706
- Gemeinsame Normdatei: 11883746X
- International Standard Name Identifier: 0000 0000 3507 0261
- Library of Congress Control Number: n84105669
- Nederlandse Thesaurus van Auteursnamen: 070726582
- Système universitaire de documentation: 094608792
- Virtual International Authority File: 18019348
- WorldCat: E39PBJtgYTcjXQv8Mywdr44cyd